# Centaurea scoparia
Centaurea scoparia — вид рослин роду волошка (Centaurea), з родини айстрових (Asteraceae).

## Біоморфологічна характеристика
Хамефіт. Листки цілі; краї зубчасті або пилчасті; прилистки відсутні. Квіточки жовті. Період цвітіння: березень, квітень.

## Середовище проживання
Країни проживання: Ізраїль, Йорданія, Єгипет, Саудівська Аравія. Населяє пустелі.